# Dammar
La gomma dammar (il nome è una parola malese che significa "torcia di resina") è una resina naturale di origine vegetale, ottenuta da alberi dalla famiglia delle Dipterocarpaceae presenti in India, Asia orientale fino in Nuova Zelanda, principalmente quelli dei generi Shorea, Balanocarpus, o Hopea.

## Come si trova in natura
La resina è originaria di Sumatra e del Borneo (Indonesia). Si ricava come essudazione da alberi della famiglia Dipterocarpaceae (generi Shorea, Balanocarpus e Hopea) e, indi, fatta solidificare. Una volta solidificata, la resina ha l'aspetto di granuli di colore giallo avorio pallido, teneri e friabili, dall'odore caratteristico.

## Produzione
La maggior parte è prodotta incidendo la corteccia degli alberi, facendo essudare la resina che verrà poi commercializzata sotto forma di vernice già pronta o in cosiddette lacrime. Tuttavia si trova anche in forma fossile nel terreno. La gomma dammar è di colore variabile da chiaro a giallo pallido, mentre la forma fossile è di colore grigio-marrone.

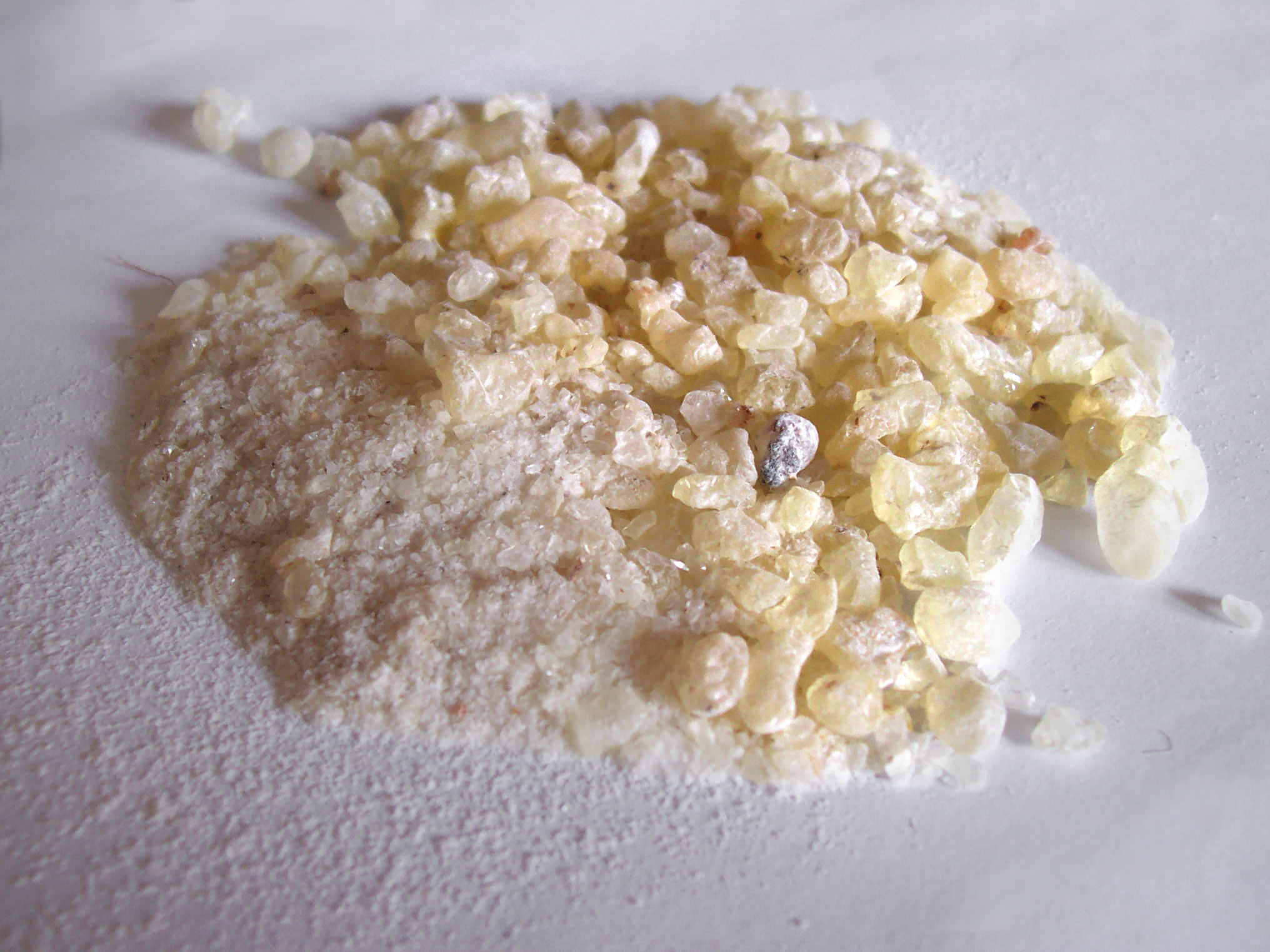
Dammar in lacrime

## Usi

### Nel restauro e nella pittura
Nel restauro e nell'arte la resina damar viene usata per preparare vernici finali per dipinti, cioè come vernice protettiva contro l'usura e la decolorazione dovute al tempo.
In commercio si trova tutt'al più mescolata (dal 20 al 30-40% di damar) con trementina, olio di lino, alcoli ed altri solventi a base di idrocarburi. La mistura così ottenuta viene commercializzata col nome di "vernice damar", la quale ha una struttura leggermente caramellata.
Difetti:
- è grassa;
- secca difficilmente e lentamente;
- secondo alcuni produttori la vernice, col tempo, ingiallisce;

vantaggi:
- basso costo.

### Nella cosmetica
Viene usata come viscosizzante

### Incenso
La gomma di Dammar viene utilizzata come incenso sia nei rituali che semplicemente per profumazione e viene anche bruciata su dischetti di carbonella.

## Caratteristiche fisico organiche
- Aspetto: polvere bianca
- Punto di fusione: 120 °C
- Densità (kg per dm^3): 1,04-1,12
- Solubilità: xilene
- Indice di rifrazione: ca. 1.5 1,5
- Numero CAS: 9000-16-2
- EINECS: 232-528-4
- Armonizzate tariffario: 1301-90